# Rigny
 Rigny  es una población y comuna francesa, situada en la región de Franco Condado, departamento de Alto Saona, en el distrito de Vesoul y cantón de Autrey-lès-Gray.

## Demografía
| 385 | 475 | 501 | 516 | 529 | 586 | 604 |
| Para los censos de 1962 a 1999 la población legal corresponde a la población sin duplicidades (Fuente: INSEE [Consultar]) |     |     |     |     |     |     |